# Список астероїдів (40701—40800)
| Назва                         | Тимчасове позначення | Дата відкриття  | Місце відкриття                              | Відкривач                          |
| ----------------------------- | -------------------- | --------------- | -------------------------------------------- | ---------------------------------- |
| (40701) 1999 RG235            | 1999 RG235           | 8 вересня 1999  | Каталінський огляд                           | Каталінський огляд                 |
| (40702) 1999 RH236            | 1999 RH236           | 8 вересня 1999  | Каталінський огляд                           | Каталінський огляд                 |
| (40703) 1999 RR237            | 1999 RR237           | 8 вересня 1999  | Каталінський огляд                           | Каталінський огляд                 |
| (40704) 1999 RB238            | 1999 RB238           | 8 вересня 1999  | Каталінський огляд                           | Каталінський огляд                 |
| (40705) 1999 RG239            | 1999 RG239           | 8 вересня 1999  | Каталінський огляд                           | Каталінський огляд                 |
| (40706) 1999 RO240            | 1999 RO240           | 11 вересня 1999 | Станція Андерсон-Меса                        | LONEOS                             |
| (40707) 1999 RV240            | 1999 RV240           | 11 вересня 1999 | Станція Андерсон-Меса                        | LONEOS                             |
| (40708) 1999 RR242            | 1999 RR242           | 4 вересня 1999  | Станція Андерсон-Меса                        | LONEOS                             |
| (40709) 1999 RW242            | 1999 RW242           | 4 вересня 1999  | Станція Андерсон-Меса                        | LONEOS                             |
| (40710) 1999 RS245            | 1999 RS245           | 7 вересня 1999  | Станція Андерсон-Меса                        | LONEOS                             |
| (40711) 1999 RU245            | 1999 RU245           | 7 вересня 1999  | Станція Андерсон-Меса                        | LONEOS                             |
| (40712) 1999 RB246            | 1999 RB246           | 7 вересня 1999  | Станція Андерсон-Меса                        | LONEOS                             |
| (40713) 1999 RT248            | 1999 RT248           | 7 вересня 1999  | Обсерваторія Кітт-Пік                        | Spacewatch                         |
| (40714) 1999 RS252            | 1999 RS252           | 8 вересня 1999  | Сокорро (Нью-Мексико)                        | LINEAR                             |
| (40715) 1999 RX253            | 1999 RX253           | 7 вересня 1999  | Сокорро (Нью-Мексико)                        | LINEAR                             |
| (40716) 1999 SL               | 1999 SL              | 16 вересня 1999 | Обсерваторія Ріді-Крик                       | Джон Бротон                        |
| (40717) 1999 SC2              | 1999 SC2             | 18 вересня 1999 | Сокорро (Нью-Мексико)                        | LINEAR                             |
| (40718) 1999 SU2              | 1999 SU2             | 21 вересня 1999 | Обсерваторія Ондржейов                       | Ленка Коткова                      |
| (40719) 1999 SZ2              | 1999 SZ2             | 29 вересня 1999 | Сокорро (Нью-Мексико)                        | LINEAR                             |
| (40720) 1999 SL6              | 1999 SL6             | 30 вересня 1999 | Сокорро (Нью-Мексико)                        | LINEAR                             |
| (40721) 1999 SM6              | 1999 SM6             | 30 вересня 1999 | Сокорро (Нью-Мексико)                        | LINEAR                             |
| (40722) 1999 SO6              | 1999 SO6             | 30 вересня 1999 | Сокорро (Нью-Мексико)                        | LINEAR                             |
| (40723) 1999 SF7              | 1999 SF7             | 29 вересня 1999 | Сокорро (Нью-Мексико)                        | LINEAR                             |
| (40724) 1999 SY8              | 1999 SY8             | 29 вересня 1999 | Сокорро (Нью-Мексико)                        | LINEAR                             |
| (40725) 1999 SP9              | 1999 SP9             | 30 вересня 1999 | Обсерваторія Санта-Лючія Стронконе           | Обсерваторія Санта-Лючія Стронконе |
| (40726) 1999 SG11             | 1999 SG11            | 30 вересня 1999 | Каталінський огляд                           | Каталінський огляд                 |
| (40727) 1999 SQ11             | 1999 SQ11            | 30 вересня 1999 | Каталінський огляд                           | Каталінський огляд                 |
| (40728) 1999 SS11             | 1999 SS11            | 30 вересня 1999 | Каталінський огляд                           | Каталінський огляд                 |
| (40729) 1999 SJ12             | 1999 SJ12            | 30 вересня 1999 | Сокорро (Нью-Мексико)                        | LINEAR                             |
| (40730) 1999 SY12             | 1999 SY12            | 30 вересня 1999 | Сокорро (Нью-Мексико)                        | LINEAR                             |
| (40731) 1999 SB13             | 1999 SB13            | 30 вересня 1999 | Сокорро (Нью-Мексико)                        | LINEAR                             |
| (40732) 1999 SC13             | 1999 SC13            | 30 вересня 1999 | Сокорро (Нью-Мексико)                        | LINEAR                             |
| (40733) 1999 SM17             | 1999 SM17            | 30 вересня 1999 | Сокорро (Нью-Мексико)                        | LINEAR                             |
| (40734) 1999 SB19             | 1999 SB19            | 30 вересня 1999 | Сокорро (Нью-Мексико)                        | LINEAR                             |
| (40735) 1999 SU19             | 1999 SU19            | 30 вересня 1999 | Сокорро (Нью-Мексико)                        | LINEAR                             |
| (40736) 1999 SD20             | 1999 SD20            | 30 вересня 1999 | Сокорро (Нью-Мексико)                        | LINEAR                             |
| (40737) 1999 SE20             | 1999 SE20            | 30 вересня 1999 | Сокорро (Нью-Мексико)                        | LINEAR                             |
| (40738) 1999 SG20             | 1999 SG20            | 30 вересня 1999 | Сокорро (Нью-Мексико)                        | LINEAR                             |
| (40739) 1999 SX25             | 1999 SX25            | 30 вересня 1999 | Каталінський огляд                           | Каталінський огляд                 |
| (40740) 1999 SF27             | 1999 SF27            | 30 вересня 1999 | Каталінський огляд                           | Каталінський огляд                 |
| (40741) 1999 TD               | 1999 TD              | 1 жовтня 1999   | Обсерваторія Гай-Пойнт                       | Денніс Чесні                       |
| (40742) 1999 TK               | 1999 TK              | 2 жовтня 1999   | Прескоттська обсерваторія                    | Пол Комба                          |
| (40743) 1999 TL               | 1999 TL              | 2 жовтня 1999   | Прескоттська обсерваторія                    | Пол Комба                          |
| (40744) 1999 TG1              | 1999 TG1             | 1 жовтня 1999   | Вішнянська обсерваторія                      | Корадо Корлевіч                    |
| (40745) 1999 TN2              | 1999 TN2             | 2 жовтня 1999   | Обсерваторія Фаунтін-Гіллс                   | Чарльз Джулз                       |
| (40746) 1999 TP2              | 1999 TP2             | 2 жовтня 1999   | Обсерваторія Фаунтін-Гіллс                   | Чарльз Джулз                       |
| (40747) 1999 TK5              | 1999 TK5             | 2 жовтня 1999   | Обсерваторія Гай-Пойнт                       | Денніс Чесні                       |
| (40748) 1999 TO5              | 1999 TO5             | 1 жовтня 1999   | Вішнянська обсерваторія                      | Корадо Корлевіч, Маріо Юріч        |
| (40749) 1999 TP6              | 1999 TP6             | 6 жовтня 1999   | Вішнянська обсерваторія                      | Корадо Корлевіч, Маріо Юріч        |
| (40750) 1999 TA7              | 1999 TA7             | 6 жовтня 1999   | Вішнянська обсерваторія                      | Корадо Корлевіч, Маріо Юріч        |
| (40751) 1999 TD7              | 1999 TD7             | 6 жовтня 1999   | Вішнянська обсерваторія                      | Корадо Корлевіч, Маріо Юріч        |
| (40752) 1999 TO7              | 1999 TO7             | 7 жовтня 1999   | Вішнянська обсерваторія                      | Корадо Корлевіч, Маріо Юріч        |
| (40753) 1999 TK8              | 1999 TK8             | 6 жовтня 1999   | Вішнянська обсерваторія                      | Корадо Корлевіч, Маріо Юріч        |
| (40754) 1999 TM8              | 1999 TM8             | 6 жовтня 1999   | Вішнянська обсерваторія                      | Корадо Корлевіч, Маріо Юріч        |
| (40755) 1999 TO8              | 1999 TO8             | 6 жовтня 1999   | Вішнянська обсерваторія                      | Корадо Корлевіч, Маріо Юріч        |
| (40756) 1999 TQ8              | 1999 TQ8             | 7 жовтня 1999   | Вішнянська обсерваторія                      | Корадо Корлевіч, Маріо Юріч        |
| (40757) 1999 TS8              | 1999 TS8             | 5 жовтня 1999   | Обсерваторія Ґекко                           | Тецуо Каґава                       |
| (40758) 1999 TT8              | 1999 TT8             | 5 жовтня 1999   | Обсерваторія Ґекко                           | Тецуо Каґава                       |
| (40759) 1999 TY9              | 1999 TY9             | 6 жовтня 1999   | Астрономічна обсерваторія Мадонни Доссобуоно | Л. Лей                             |
| (40760) 1999 TH11             | 1999 TH11            | 9 жовтня 1999   | Обсерваторія Фаунтін-Гіллс                   | Чарльз Джулз                       |
| (40761) 1999 TT13             | 1999 TT13            | 11 жовтня 1999  | Обсерваторія Чрні Врх                        | Обсерваторія Чрні Врх              |
| (40762) 1999 TL14             | 1999 TL14            | 11 жовтня 1999  | Вішнянська обсерваторія                      | Корадо Корлевіч, Маріо Юріч        |
| (40763) 1999 TS14             | 1999 TS14            | 5 жовтня 1999   | Обсерваторія Ондржейов                       | Петер Кушнірак                     |
| 40764 Жерардізе (Gerhardiser) | 1999 TA16            | 13 жовтня 1999  | Штаркенбурзька обсерваторія                  | Штаркенбурзька обсерваторія        |
| (40765) 1999 TF16             | 1999 TF16            | 10 жовтня 1999  | Бедуен                                       | П'єр Антоніні                      |
| (40766) 1999 TB17             | 1999 TB17            | 14 жовтня 1999  | Вішнянська обсерваторія                      | Корадо Корлевіч                    |
| (40767) 1999 TC17             | 1999 TC17            | 14 жовтня 1999  | Вішнянська обсерваторія                      | Корадо Корлевіч                    |
| (40768) 1999 TZ17             | 1999 TZ17            | 10 жовтня 1999  | Станція Сінлун                               | SCAP                               |
| (40769) 1999 TJ18             | 1999 TJ18            | 10 жовтня 1999  | Станція Сінлун                               | SCAP                               |
| (40770) 1999 TV18             | 1999 TV18            | 11 жовтня 1999  | Обсерваторія Чрні Врх                        | Обсерваторія Чрні Врх              |
| (40771) 1999 TP19             | 1999 TP19            | 15 жовтня 1999  | Фарра-д'Ізонцо                               | Фарра-д'Ізонцо                     |
| (40772) 1999 TY19             | 1999 TY19            | 14 жовтня 1999  | Станція Сінлун                               | SCAP                               |
| (40773) 1999 TZ19             | 1999 TZ19            | 15 жовтня 1999  | Станція Сінлун                               | SCAP                               |
| 40774 Iwaigame                | 1999 TH20            | 11 жовтня 1999  | Обсерваторія Наніо                           | Томімару Окуні                     |
| (40775) 1999 TO20             | 1999 TO20            | 5 жовтня 1999   | Обсерваторія Ґудрайк-Піґотт                  | Рой Такер                          |
| (40776) 1999 TA21             | 1999 TA21            | 7 жовтня 1999   | Обсерваторія Ґудрайк-Піґотт                  | Рой Такер                          |
| (40777) 1999 TM25             | 1999 TM25            | 3 жовтня 1999   | Сокорро (Нью-Мексико)                        | LINEAR                             |
| (40778) 1999 TV25             | 1999 TV25            | 3 жовтня 1999   | Сокорро (Нью-Мексико)                        | LINEAR                             |
| (40779) 1999 TY25             | 1999 TY25            | 3 жовтня 1999   | Сокорро (Нью-Мексико)                        | LINEAR                             |
| (40780) 1999 TB26             | 1999 TB26            | 3 жовтня 1999   | Сокорро (Нью-Мексико)                        | LINEAR                             |
| (40781) 1999 TN26             | 1999 TN26            | 3 жовтня 1999   | Сокорро (Нью-Мексико)                        | LINEAR                             |
| (40782) 1999 TX26             | 1999 TX26            | 3 жовтня 1999   | Сокорро (Нью-Мексико)                        | LINEAR                             |
| (40783) 1999 TT28             | 1999 TT28            | 4 жовтня 1999   | Сокорро (Нью-Мексико)                        | LINEAR                             |
| (40784) 1999 TV28             | 1999 TV28            | 4 жовтня 1999   | Сокорро (Нью-Мексико)                        | LINEAR                             |
| (40785) 1999 TA29             | 1999 TA29            | 4 жовтня 1999   | Сокорро (Нью-Мексико)                        | LINEAR                             |
| (40786) 1999 TR30             | 1999 TR30            | 4 жовтня 1999   | Сокорро (Нью-Мексико)                        | LINEAR                             |
| (40787) 1999 TV30             | 1999 TV30            | 4 жовтня 1999   | Сокорро (Нью-Мексико)                        | LINEAR                             |
| (40788) 1999 TK31             | 1999 TK31            | 4 жовтня 1999   | Сокорро (Нью-Мексико)                        | LINEAR                             |
| (40789) 1999 TW31             | 1999 TW31            | 4 жовтня 1999   | Сокорро (Нью-Мексико)                        | LINEAR                             |
| (40790) 1999 TP32             | 1999 TP32            | 4 жовтня 1999   | Сокорро (Нью-Мексико)                        | LINEAR                             |
| (40791) 1999 TO33             | 1999 TO33            | 4 жовтня 1999   | Сокорро (Нью-Мексико)                        | LINEAR                             |
| (40792) 1999 TY33             | 1999 TY33            | 4 жовтня 1999   | Сокорро (Нью-Мексико)                        | LINEAR                             |
| (40793) 1999 TZ33             | 1999 TZ33            | 4 жовтня 1999   | Сокорро (Нью-Мексико)                        | LINEAR                             |
| (40794) 1999 TD36             | 1999 TD36            | 2 жовтня 1999   | Станція Андерсон-Меса                        | LONEOS                             |
| (40795) 1999 TF36             | 1999 TF36            | 5 жовтня 1999   | Станція Андерсон-Меса                        | LONEOS                             |
| (40796) 1999 TT36             | 1999 TT36            | 13 жовтня 1999  | Станція Андерсон-Меса                        | LONEOS                             |
| (40797) 1999 TM37             | 1999 TM37            | 15 жовтня 1999  | Станція Андерсон-Меса                        | LONEOS                             |
| (40798) 1999 TV37             | 1999 TV37            | 1 жовтня 1999   | Каталінський огляд                           | Каталінський огляд                 |
| (40799) 1999 TW37             | 1999 TW37            | 1 жовтня 1999   | Каталінський огляд                           | Каталінський огляд                 |
| (40800) 1999 TD38             | 1999 TD38            | 1 жовтня 1999   | Каталінський огляд                           | Каталінський огляд                 |

| ← Астероїди 40001—50000 → |             |             |             |             |             |             |             |             |             |
| 40001—40100               | 41001—41100 | 42001—42100 | 43001—43100 | 44001—44100 | 45001—45100 | 46001—46100 | 47001—47100 | 48001—48100 | 49001—49100 |
| 40101—40200               | 41101—41200 | 42101—42200 | 43101—43200 | 44101—44200 | 45101—45200 | 46101—46200 | 47101—47200 | 48101—48200 | 49101—49200 |
| 40201—40300               | 41201—41300 | 42201—42300 | 43201—43300 | 44201—44300 | 45201—45300 | 46201—46300 | 47201—47300 | 48201—48300 | 49201—49300 |
| 40301—40400               | 41301—41400 | 42301—42400 | 43301—43400 | 44301—44400 | 45301—45400 | 46301—46400 | 47301—47400 | 48301—48400 | 49301—49400 |
| 40401—40500               | 41401—41500 | 42401—42500 | 43401—43500 | 44401—44500 | 45401—45500 | 46401—46500 | 47401—47500 | 48401—48500 | 49401—49500 |
| 40501—40600               | 41501—41600 | 42501—42600 | 43501—43600 | 44501—44600 | 45501—45600 | 46501—46600 | 47501—47600 | 48501—48600 | 49501—49600 |
| 40601—40700               | 41601—41700 | 42601—42700 | 43601—43700 | 44601—44700 | 45601—45700 | 46601—46700 | 47601—47700 | 48601—48700 | 49601—49700 |
| 40701—40800               | 41701—41800 | 42701—42800 | 43701—43800 | 44701—44800 | 45701—45800 | 46701—46800 | 47701—47800 | 48701—48800 | 49701—49800 |
| 40801—40900               | 41801—41900 | 42801—42900 | 43801—43900 | 44801—44900 | 45801—45900 | 46801—46900 | 47801—47900 | 48801—48900 | 49801—49900 |
| 40901—41000               | 41901—42000 | 42901—43000 | 43901—44000 | 44901—45000 | 45901—46000 | 46901—47000 | 47901—48000 | 48901—49000 | 49901—50000 |